# Dion Phaneuf
Dion Phaneuf (* 10. April 1985 in Edmonton, Alberta) ist ein ehemaliger kanadischer Eishockeyspieler. Der Verteidiger bestritt zwischen 2005 und 2019 über 1000 Partien in der National Hockey League (NHL). In dieser Zeit lief er für die Calgary Flames, Toronto Maple Leafs, Ottawa Senators und Los Angeles Kings auf und führte die Maple Leafs sechs Jahre lang als Kapitän an. Mit der kanadischen Nationalmannschaft gewann Phaneuf die Goldmedaille bei der Weltmeisterschaft 2007.

## Karriere

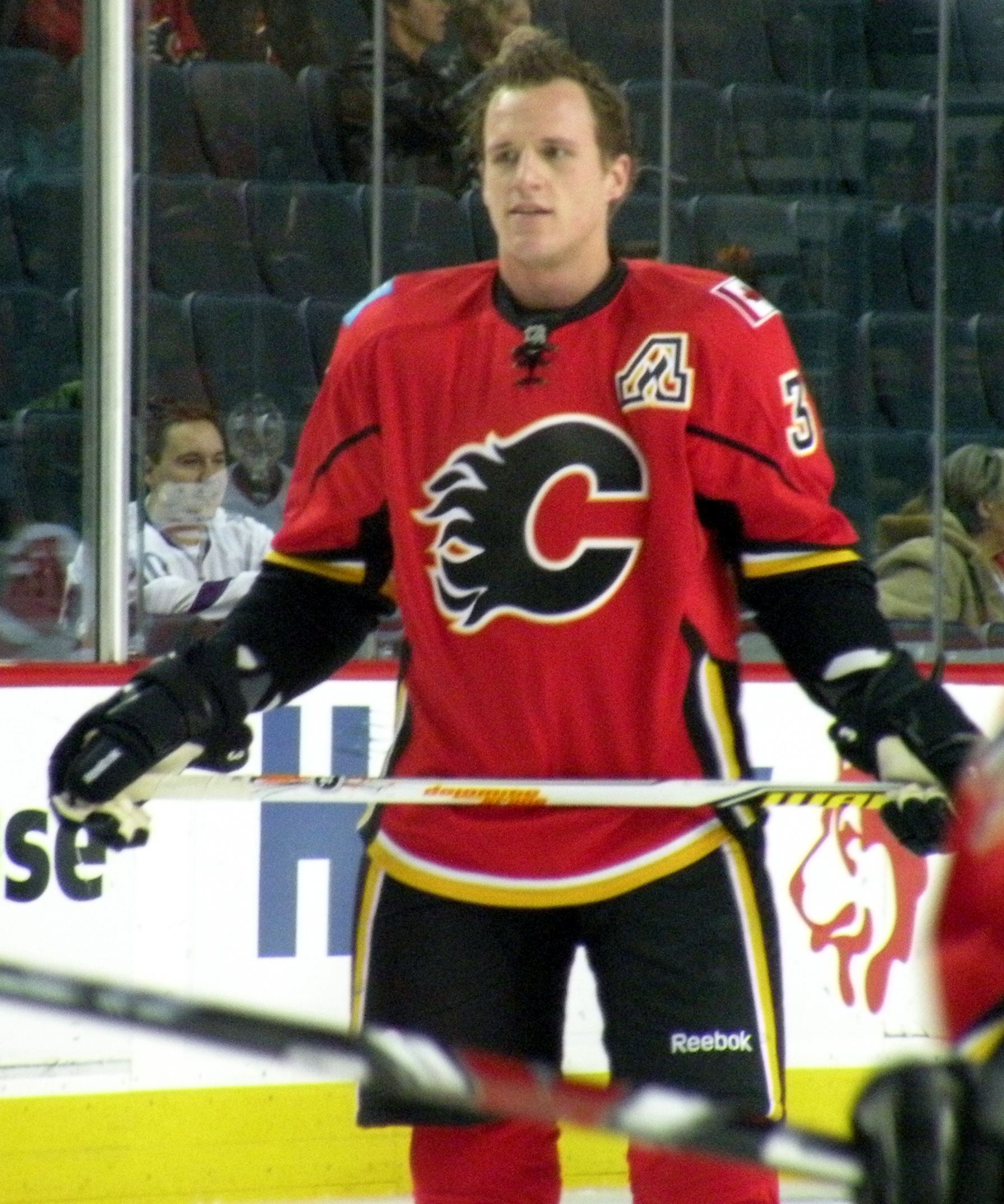
Phaneuf im Trikot der Calgary Flames

Dion Phaneuf begann seine Karriere als Eishockeyspieler bei den Red Deer Rebels, für die er von 2001 bis 2005 in der kanadischen Juniorenliga Western Hockey League aktiv war. Dort gehörte er zu den besten Spielern der gesamten Canadian Hockey League, in deren First All-Star Team er in seinen letzten beiden Jahren bei den Rebels ebenso gewählt wurde wie in das der First All-Star Team der WHL Eastern Conference. Zudem gewann er zweimal die Bill Hunter Memorial Trophy als bester Verteidiger der WHL. In diesem Zeitraum wurde er im NHL Entry Draft 2003 in der ersten Runde als insgesamt achter Spieler von den Calgary Flames ausgewählt.
In der Saison 2005/06 absolvierte der Verteidiger sein Rookiejahr in der National Hockey League für die Flames, für die er in 82 Spielen in der regulären Saison auf 49 Punkte, darunter 20 Tore, kam. Somit war er der erste Rookie-Verteidiger nach Brian Leetch 1989/90 und Barry Beck, der die 20 Tore-Marke knackte. In den Playoffs gab er zudem eine weitere Torvorlage in sieben Spielen. Am Ende der Spielzeit wurde er mit der Wahl ins NHL All-Rookie Team belohnt.
In den Jahren 2006 bis 2009 gehörte Phaneuf zu den Leistungsträgern der Calgary Flames, mit denen er sich jedes Mal für die Playoffs um den Stanley Cup qualifizieren konnte. 2008 wurde er ins NHL First All-Star Team gewählt. Nachdem er die Saison 2009/10 erneut in Calgary begonnen hatte, wurde der Linksschütze am 31. Januar 2010 zusammen mit Fredrik Sjöström und Keith Aulie im Tausch gegen Matt Stajan, Niklas Hagman, Ian White und Jamal Mayers an die Toronto Maple Leafs abgegeben. Für das Team aus Ontario erzielte der Weltmeister von 2007 am 7. April 2010 gegen Henrik Lundqvist von den New York Rangers sein erstes Tor für Toronto in der NHL. Im Juli 2010 wurde Phaneuf zum neuen Mannschaftskapitän der Leafs ernannt.
Im Februar 2016 wechselte Phaneuf in einem neun Spieler umfassenden Tauschgeschäft zu den Ottawa Senators. Mit ihm wurden Matt Frattin, Casey Bailey, Ryan Rupert sowie Cody Donaghey nach Ottawa transferiert, während im Gegenzug Jared Cowen, Milan Michálek, Colin Greening, Tobias Lindberg sowie ein Zweitrunden-Wahlrecht für den NHL Entry Draft 2017 nach Toronto wechselten. Nach zwei Jahren in Ottawa gaben ihn die Senators samt Nate Thompson an die Los Angeles Kings ab, die dafür Marián Gáborík und Nick Shore in die kanadische Hauptstadt transferierten. Darüber hinaus übernahmen die Senators weiterhin 25 % seines Gehalts. Im November 2018 bestritt er sein 1000. Spiel der regulären Saison in der NHL. Nach der Spielzeit zahlten die Los Angeles Kings dem 34-Jährigen die restlichen beiden Jahre seines laufenden Vertrages aus (buy-out), woraufhin er zum Juli 2019 den Status eines sogenannten Free Agents erhielt. Dies bedeutete in der Folge das Ende seiner aktiven Karriere, in der er 1048 NHL-Spiele bestritten und dabei 494 Scorerpunkte erzielt hatte. Offiziell erklärte er seine Laufbahn im November 2021 für beendet.
Phaneuf war für sein körperbetontes Spiel und seine harten Checks bekannt.

### International
Für Kanada nahm Phaneuf an den U20-Junioren-Weltmeisterschaften 2004 und 2005 teil. Nachdem er zunächst 2004 die Silbermedaille gewonnen hatte und ins All-Star-Team gewählt worden war, siegte er ein Jahr später im Finale. Am Ende des Turniers wurde er zum besten Verteidiger ernannt.
Zudem lief er für sein Land bei der Weltmeisterschaft 2007 auf, bei der er mit Kanada erneut Weltmeister wurde.

## Erfolge und Auszeichnungen
| - 2003 Teilnahme am CHL Top Prospects Game - 2004 WHL East First All-Star Team - 2004 Bill Hunter Memorial Trophy - 2004 CHL First All-Star Team - 2005 WHL East First All-Star Team - 2005 Bill Hunter Memorial Trophy - 2005 CHL First All-Star Team | - 2005 NHL-Rookie des Monats November - 2006 NHL All-Rookie Team - 2007 Teilnahme am NHL All-Star Game - 2008 Teilnahme am NHL All-Star Game - 2008 NHL First All-Star Team - 2012 Teilnahme am NHL All-Star Game |

### International
| - 2004 Silbermedaille bei der U20-Junioren-Weltmeisterschaft - 2004 All-Star-Team der U20-Junioren-Weltmeisterschaft - 2005 Goldmedaille bei der U20-Junioren-Weltmeisterschaft | - 2005 Bester Verteidiger der U20-Junioren-Weltmeisterschaft - 2005 All-Star-Team der U20-Junioren-Weltmeisterschaft - 2007 Goldmedaille bei der Weltmeisterschaft |

## Karrierestatistik

### International
Vertrat Kanada bei:
| - U20-Junioren-Weltmeisterschaft 2004 - U20-Junioren-Weltmeisterschaft 2005 - Weltmeisterschaft 2007 | - Weltmeisterschaft 2011 - Weltmeisterschaft 2012 |

(Legende zur Spielerstatistik: Sp oder GP = absolvierte Spiele; T oder G = erzielte Tore; V oder A = erzielte Assists; Pkt oder Pts = erzielte Scorerpunkte; SM oder PIM = erhaltene Strafminuten; +/− = Plus/Minus-Bilanz; PP = erzielte Überzahltore; SH = erzielte Unterzahltore; GW = erzielte Siegtore; 1 Play-downs/Relegation; Kursiv: Statistik nicht vollständig)

## Familie
Im Juli 2013 heiratete Phaneuf die kanadische Schauspielerin Elisha Cuthbert, die vor allem für die Rolle der Kim Bauer in der Fernsehserie 24 bekannt wurde. Mit ihr hatte er sich im Jahr zuvor verlobt.